# Cột Đức Mẹ ở Uherský Brod

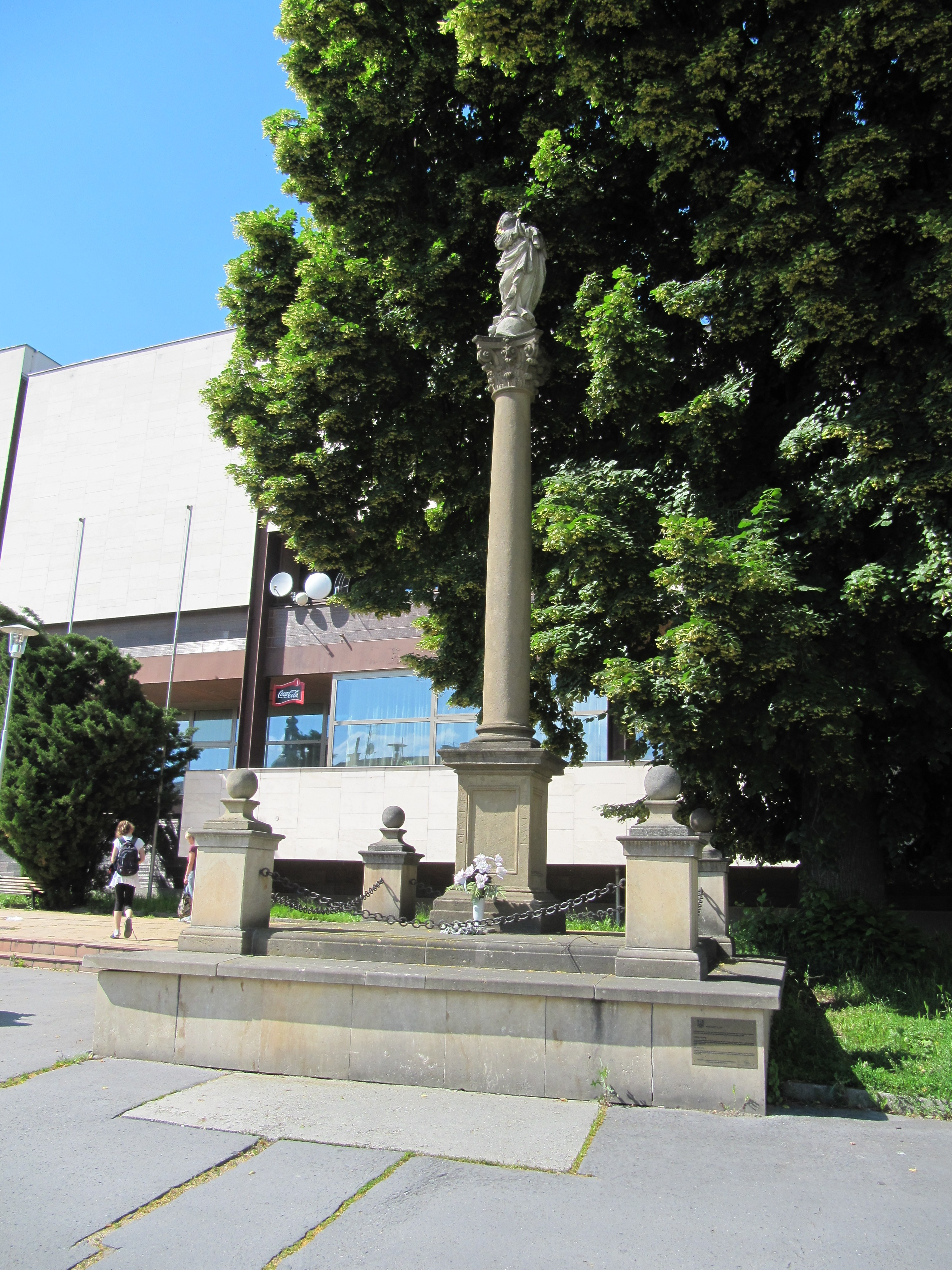
Cột Đức Mẹ ở Uherský Brod (2013)

Cột Đức Mẹ ở Uherský Brod (tiếng Séc: Mariánský sloup v Uherském Brodě) là một trong những tượng đài tôn giáo nổi tiếng về Đức Mẹ, tọa lạc ở quảng trường Mariánské tại thị trấn Uherský Brod, huyện Uherské Hradiště, vùng Zlínský, Cộng hòa Séc. Tượng đài này có tên trong danh sách các di tích văn hóa của Cộng hòa Séc.

## Lịch sử
Cột Đức Mẹ ở Uherský Brod được xây dựng theo phong cách Baroque, tọa lạc trên quảng trường Masaryk vào cuối thế kỷ 17. Năm 1711, công trình này được phục chế và chuyển đến địa điểm mới là quảng trường Mariánské. Việc phục chế cột Đức Mẹ do Jan Ondřej Schwarzl đến từ Röttenberg đảm nhiệm, với mục đích là để kỷ niệm lễ Đức Mẹ Vô nhiễm nguyên tội.
Cột đã bị quật ngã trong cơn bão tối ngày 27 tháng 7 năm 2014. Thiệt hại ước tính khoảng một triệu Koruna Séc. Kinh phí phục hồi cột đến từ nhà điêu khắc Tomáš Martinák, chính quyền thị trấn Uherský Brod, Bộ Văn hóa Cộng hòa Séc và tiền đóng góp của cộng đồng. Cột Đức Mẹ ở Uherský Brod được dựng lại ở vị trí cũ và được thánh hiến vào cuối tháng 8 năm 2015.